# Caffè corretto

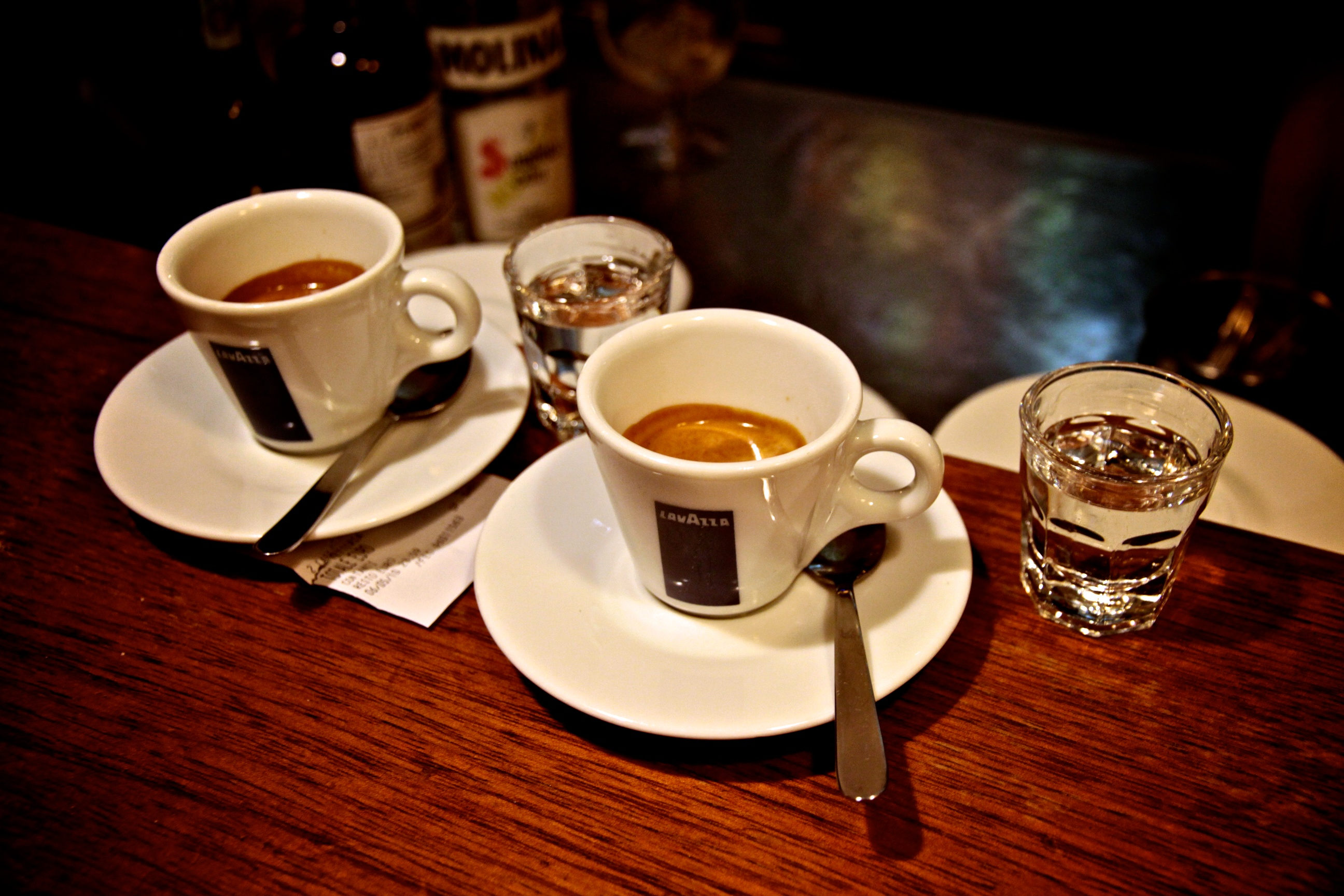
Caffè corretto

Caffè corretto je teplý italský nápoj, který se skládá z porce espressa s malou dávkou alkoholického nápoje, což obvykle bývá grappa, někdy sambuca nebo brandy. Mimo Itálii se tomuto nápoji někdy říká také „espresso corretto“. Objednávka zní „un caffè corretto alla grappa,“ „[…] corretto alla sambuca“ nebo „[…] corretto al cognac“ v závislosti na použitém alkoholickém nápoji.
Většina italských barmanů připravuje caffè corretto jednoduše přidáním vybraného alkoholu do espressa, někdy je však alkoholický nápoj servírovaný ve skle vedle kávy, což zákazníkovi umožní přidat takové množství alkoholu, které mu vyhovuje.
Ve Španělsku existuje podobný nápoj zvaný carajillo, ve Švédsku, Norsku a Dánsku je to kaffekask, karsk a kaffepunch.